# Cueva de las Manos
La Cueva de las Manos (che in spagnolo significa Caverna delle Mani) è una caverna situata nella provincia argentina di Santa Cruz, 163 chilometri a sud della città di Perito Moreno, all'interno dei confini del Parco Nazionale Perito Moreno che comprende altri siti di importanza archeologica e paleontologica.

## Geografia
La Caverna si trova nella valle del fiume Pinturas, in un luogo isolato della Patagonia a circa 100 chilometri dalla strada principale. Essa è famosa (e infatti a questo deve il suo nome) per le incisioni rupestri rappresentanti mani, che appartenevano al popolo indigeno di questa regione (probabilmente progenitori dei Tehuelche), vissuto fra i 9.300 e i 13.000 anni fa. Gli inchiostri sono di origine minerale, quindi l'età delle pitture rupestri è stata calcolata dai resti degli strumenti (ricavati da ossa) usati per spruzzare la vernice sulla roccia.
La caverna principale è profonda 24 metri, con un ingresso largo 15 metri ed un'altezza iniziale di 10 metri. All'interno della caverna il terreno è inclinato, in salita, mentre l'altezza si riduce a non più di 2 metri.
Le immagini delle mani sono spesso in negativo, e oltre a queste ci sono scene di caccia, esseri umani, lama, nandù, felini ed altri animali, nonché figure geometriche e rappresentazioni del sole. Dipinti simili, anche se in numero minore, sono presenti anche nelle caverne circostanti. Sul soffitto si trovano puntini rossi, ottenuti probabilmente da quelle popolazioni immergendo nell'inchiostro le bolas e tirandole successivamente verso l'alto. I colori usati per dipingere le scene variano dal rosso (ottenuto dall'ematite) al bianco, nero e giallo.
La maggior parte delle mani sono sinistre, il che suggerisce che i "pittori" tenessero gli strumenti che spruzzavano l'inchiostro con la destra. Le dimensioni delle mani sembrano quelle di un ragazzino di 13 anni ma, considerando che probabilmente esse sono più piccole di quanto non fossero in realtà, si pensa che le mani appartenessero a persone di qualche anno più vecchie: in questo caso potremmo trovarci di fronte ad un rito, lasciare l'impronta della propria mano sul muro della caverna (probabilmente sacra) poteva significare il passaggio dall'età infantile all'età matura.
Nel 1999 la Cueva de las Manos è stata inserita nell'elenco dei Patrimoni dell'umanità dell'UNESCO.

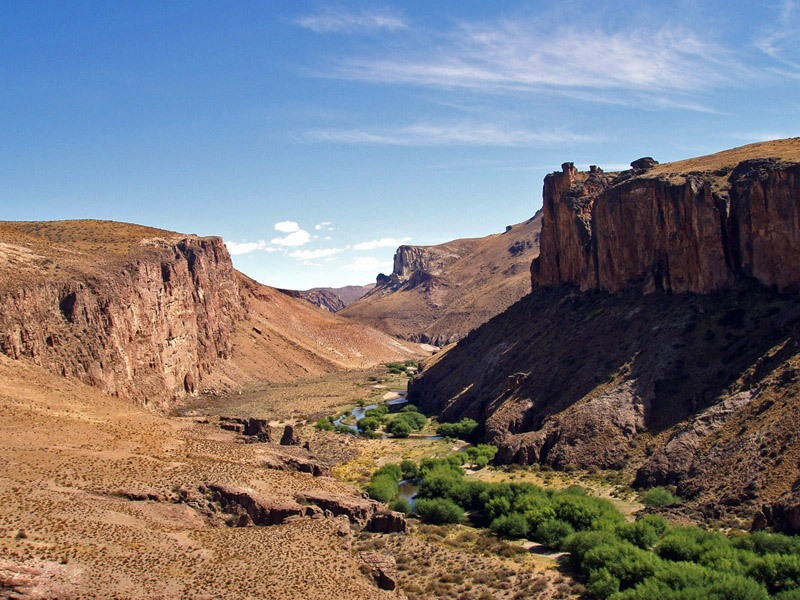
Il canyon in cui è situata la caverna.

## Nei media
Nel film documentario Nomad - In cammino con Bruce Chatwin (Nomad: In the Footsteps of Bruce Chatwin) (2019) di Werner Herzog, il regista mostra delle fotografie di Cueva de las Manos.